# Coleophora fusca
Coleophora fusca é uma espécie de mariposa do gênero Coleophora pertencente à família Coleophoridae.